# Izraelské invaze na Západní břeh Jordánu během války v Pásmu Gazy
V průběhu války v Pásmu Gazy Izrael provedl několik pozemních invazí na palestinské území Západního břehu Jordánu. Před pozemními invazemi obvykle probíhaly letecké údery. Cílem invazí byly palestinské uprchlické tábory a některá města (například Dženín a Túlkarim).
K 8. lednu 2025 bylo na území Západního břehu Jordánu a Východního Jeruzaléma Izraelci zabito 816 Palestinců (včetně 182 dětí a nejméně 18 žen) a dalších 6500 zraněno. Stejně jako v Pásmu Gazy i zde byly značné civilní ztráty.

## Pozadí
Napětí a násilí mezi Palestinci a izraelskými osadníky na Izraelem okupovaném Západním břehu Jordánu eskalovalo dlouho před začátkem války v říjnu 2023. Podle OSN byl rok 2022 pro Palestince historicky nejsmrtelnějším rokem a devět měsíců roku 2023 (do září 2023) již představovaly pro děti na Západním břehu nejsmrtelnější rok v historii.

## Průběh

### Odvety za 7. říjen 2023
V únoru 2024 vydala organizace Amnesty International zprávu, ve které uvedla, že Izrael provádí na okupovaném území Západního břehu Jordánu nezákonné zabití včetně užití neodůvodněné smrtící síly. Amnesty takto zdokumentovala minimálně dvacet případů, včetně zabití sedmi dětí. Izrael měl současně bránit zraněným Palestincům v lékařské pomoci. V roce 2023 bylo na území Západního břehu Izraelci zabito minimálně 507 Palestinců, včetně 81 dětí. Šlo o nejvíce zabitých na tomto území za posledních dvacet let. 
Násilí se dopouštěli také izraelští osadníci na Západním břehu, kteří se podle zprávy OSN z konce října 2023 podíleli na zabití desítek Palestinců, na zranění 2000 Palestinců a vyhnání minimálně 1000 Palestinců z jejich domovů.
V říjnu 2023 provedl Izrael letecký nálet na mešitu Al-Ansar ve městě Dženín, u které tvrdil, že je skrýší bojovníků Hamásu.
Izraelská armáda v dubnu 2024 oznámila, že na Západním břehu Jordánu nalezla tělo pohřešovaného izraelského teenagera, který byl podle ní zabit při „teroristickém útoku“. Desítky izraelských osadníků předtím vtrhly do palestinské vesnice Mughajir, kde při hledání 14letého izraelského chlapce, který ráno odešel ze své farmy pást ovce a od té doby byl nezvěstný, zabily jednoho Palestince a 25 dalších zranily. S oznámením smrti chlapce přišla nová vlna útoků osadníků, média informují o desítkách zraněných.

### Mezinárodní sankce na radikální osadníky
Dne 19. dubna 2024 Evropská unie poprvé uvalila sankce na radikální izraelské osadníky kvůli jejich útokům na Palestince na okupovaném Západním břehu. Vysoký představitel Unie pro zahraniční věci a bezpečnostní politiku Josep Borrell předložil návrh na uvalení sankcí proti izraelským extremistickým osadníkům už v prosinci 2023. Proti sankcím se ale tehdy stavěla Česká republika a Maďarsko. Již dříve v roce 2024 uvalily Spojené státy americké sankce na čtyři izraelské osadníky, které viní z páchání násilí na Palestincích na Západním břehu. Další sankce uvalila EU na radikální osadníky v červenci, kdy na sankční seznam zařadila také skupinu Cav9, která pravidelně blokovala konvoje humanitární pomoci. V červnu 2024 Kanada přidala na sankční seznam osadnickou organizaci Amana. V říjnu 2024 ji na svůj sankční seznam přidalo i Spojené království. Organizace zakládala nelegální outposty a vyhrožovala Palestincům. V listopadu 2024 přibyla Amana na sankčním listu Spojených států amerických. Spojené království vedle organizace Amana uvalilo sankce také na osadnické organizace Od Yosef Chai Yeshiva, Hashomer Yosh a Torat Lechima. Ministr zahraničí Spojeného království David Lammy kritizoval „nečinnost izraelské vlády“, která umožňuje „beztrestný rozkvět“ extremistických osadníků na Západním břehu Jordánu. Organizace Hashomer Yosh byla také od srpna 2024 na sankčním seznamu USA. Na sankčních seznamech EU, USA, Spojeného království a Austrálie se také ocitlo volné sdružení extremistických mladých osadníků známé jako Hilltop Youth. Krátce po své inauguraci prezidentem USA Donald Trump v lednu 2025 anuloval exekutivní příkazy Joea Bidena, čímž také zrušil sankce proti extremistickým izraelským osadníkům.

### Zátahy v Nur Šams a Túlkarim
V dubnu provedl Izrael zátah v uprchlickém táboře Nur Šams na severozápadě Západního břehu Jordánu. Během dvoudenní akce bylo zabito deset palestinských ozbrojenců a osm zatčeno. Izraelští vojáci zadrželi zbraně a výbušniny. Ozbrojenci patřili k Palestinskému islámskému džihádu.
V květnu se odehrálo několik incidentů, během nichž členové Hamásu stříleli z města Túlkarim na přilehlé město Bat Chefer. Střelba si nevyžádala žádné oběti ani zraněné. Vyvolala ale pohoršení místních politiků. Na střelbu reagoval také krajně pravicový ministr financí Becal'el Smotrič, který pronesl, že s „teroristy ze Západního břehu Jordánu má být naloženo jako s těmi v Pásmu Gazy“. Túlkarim přitom bylo předmětem vojenských operací Izraele již dříve. Například během zátahu izraelské armády ze začátku května 2024 bylo zabito několik členů ozbrojeného křídla Hamásu. Již v lednu 2024 během dvoudenní operace v uprchlickém táboře ve městě Túlkarim izraelští vojáci podle sdělení armády zabili nejméně osm ozbrojenců, našli tři desítky zbraní a několik stovek výbušných zařízení a zničili pět výroben výbušnin. Podle Palestinců ale armáda při razii zničila také několik budov a silnic.

### Legalizace outpostů a zábor pozemků
Krajně pravicový ministr Becal'el Smotrič v dubnu 2024 ohlásil plán na legalizaci téměř sedmdesáti izraelských outpostů (malých ilegálních osad) na území Západního břehu Jordánu. V červnu se mu podařilo legalizovat pět takových outpostů. Dle jeho slov šlo o reakci vlády na situaci, kdy pět evropských států uznalo Stát Palestina. Podle sdělení izraelské nevládní organizace Mír nyní izraelské úřady v červnu schválily zabrání půdy o rozloze 12,7 km2 v údolí Jordánu. Mělo jít o největší zábor od přijetí Dohod z Osla v roce 1993. Na začátku července Izrael legalizoval další tři outposty a schválil novou výstavbu. Podle izraelské organizace Mír nyní bylo na území Západního břehu Jordánu mezi říjnem 2023 a říjnem 2024 založeno nejméně 43 ilegálních izraelských outpostů.
V červenci 2024 Mezinárodní soudní dvůr v Haagu vydal právně nezávazný posudek, že Izrael okupací východního Jeruzaléma a Západního břehu Jordánu a využíváním tamních zdrojů porušuje mezinárodní právo. Soud uvedl, že izraelská výstavba osad a související infrastruktury je projevem záměru trvalé přítomnosti na daných územích. Přítomnost Izraele označil za nelegální. Posudek nicméně Izrael k ničemu nezavazuje a Izrael ho odmítl. Podle premiéra Netanjahua Židé nejsou okupanty, protože jsou ve své vlastní zemi. Izraelská opozice rovněž označila výrok soudu za „další důkaz vnějšího vměšování“ a „kontraproduktivní“ krok pro bezpečnost regionu. Soud se případem zabýval na popud rezoluce Valného shromáždění OSN z konce prosince 2022. V polovině září 2024 Valné shromáždění OSN většinově přijalo rezoluci navrženou Palestinou, která stanovila, že i na základě zjištění posudku Mezinárodního soudního dvora v Haagu má do jednoho roku Izrael opustit okupovaná území.

### Útoky radikálních osadníků na palestinské vesnice
V půlce srpna 2024 vpadly desítky maskovaných izraelských osadníků do vesnice Džit v Západním břehu Jordánu, přičemž byl zastřelen jeden Palestinec a další byl kriticky zraněn. Útočníci stříleli ostrými náboji na místní obyvatele a podpálili nejméně čtyři domy a šest automobilů. Izraelská vláda útok extrémistů odsoudila. Podobný davový útok se odehrál již v únoru 2023 ve vesnici Huvara, kde dav extrémistických osadníků zaútočil na Palestince poté, co v obci došlo k zabití dvou Izraelců. Dav jednoho Palestince zavraždil, několik zranil a současně zapálil řadu domů a aut. Několik izraelských politiků v čele s ministrem financí Becal'elem Smotričem tehdy volali po „vyhlazení“ Huvary. Během srpna 2024 došlo k dalším incidentům. Při jednom šestičlenná skupina maskovaných izraelských extrémistů chtěla přepadnout vesnici Rudžejb, ale na cestě byla zastavena hlídkou izraelské armády. Další se odehrály ve vesnicích Susya a Sira. Izraelští osadníci zranili několik lidí, zapálili auta a olivovníky. Izrael byl kritizován, že proti útokům osadníků nepodnikl dostatečná bezpečnostní opatření. Policie totiž byla pod velením krajně pravicového ministra Itamara Ben Gvira, který kritiku radikálních osadníků dlouhodobě odmítal. V říjnu podle zprávy Palestinského červeného půlměsíce vtrhli extrémističtí osadníci do palestinské vesnice Džalud nedaleko izraelského outpostu Achija. Osadníci zranili několik Palestinců, zapálili tři domy, několik aut a drůbeží farmu. Osadníci také ukradli čtyři koně.
Úřad OSN pro koordinaci humanitárních záležitostí (OCHA) zaznamenal od 7. října 2023 do 5. srpna 2024 celkem 1143 útoků izraelských radikálních osadníků, což byly v průměru zhruba čtyři denně. Přibližně 120 z nich vyústilo ve smrt nebo zranění Palestinců a při asi tisíci byl poškozen jejich majetek. Podle izraelské organizace pro lidská práva Be-celem ve stejném období vyhnalo pronásledování ze strany radikálních osadníků Palestince z nejméně osmnácti vesnic. Podobné útoky přitom často končily bez potrestání viníka. Izraelská skupina pro občanská práva Ješ Din zjistila, že v letech 2005 až 2023 pouze tři procenta případů osadnického násilí vedlo k odsouzení pachatele. Podle analýzy zveřejněné Al-Džazírou, s odkazem na data OCHA, se mezi říjnem 2023 a říjnem 2024 uskutečnilo již 1423 případů osadnického násilí proti Palestincům. Celkem 223 z nich vyústilo ve smrt Palestinců. Úřad OSN pro koordinaci humanitárních záležitostí v říjnu 2024 varoval, že případy osadnického násilí narostly v době sklizně oliv. Jen během první poloviny října bylo hlášeno 32 případů osadnického násilí a devět zabitých Palestinců. Během útoků bylo také osadníky zničeno nebo ukradeno přes 600 olivovníků. Medializován byl případ zastřelení padesátidevítileté ženy, která sklízela olivy v blízkosti bezpečnostní bariéry u města Dženín. Žena byla zastřelena příslušnicí izraelské armády, která po ní vystřelila desetkrát. Následně byl incident vyšetřován a vojačka byla dočasně suspendována ze služby.

### Zadržení Palestinců
V polovině srpna bylo ze Západního břehu Jordánu hlášeno, že Izrael na území zadržel 4850 Palestinců, z nichž 1960 podle něj mělo vazby na Hamás. Zadržené osoby často držel bez vznesení obvinění. Podle palestinských zdrojů bylo k říjnu 2024 Izraelci zadrženo již 11 300 Palestinců ze Západního břehu Jordánu. Část z nich byla po výslechu bez dalších informací propuštěna.
V březnu 2025 upozornila smrt nezletilého chlapce ze Západního břehu Jordánu v izraelské administrativní vazbě na nevyhovující podmínky zadržených osob. Mladík byl půl roku držen ve vazbě bez vznesení obvinění či soudu. Údajně za hození kamene na izraelské vojáky. Podobně na tom byla většina ze 14 tisíc zadržených osob ze Západního břehu Jordánu, které Izrael pozatýkal od začátku války. Z nich ve vazbě zemřelo přes šedesát. Propuštění vězni uváděli, že se podmínky po 7. říjnu 2023 výrazně zhoršily, svědčili o mučení, přeplněných celách a špatné hygieně.

### Invaze ze srpna 2024
Koncem srpna izraelská armáda provedla cílený dronový útok v uprchlickém táboře Nur Šams, při kterém zabila pět osob. Podle jejího vyjádření byl útok směřován na „teroristickou buňku“ a měl při něm zemřít Džibríl Džibríl, jehož Izrael koncem listopadu 2023 propustil v rámci výměny palestinských vězňů za rukojmí držená v Gaze Hamásem. Od začátku války šlo již o šedesátý izraelský letecký útok na území Západního břehu Jordánu. V téže době armáda spustila „protiteroristickou operaci“ na Západním břehu Jordánu a vedla několik koordinovaných leteckých úderů ve městech Dženín, Túlkarim a Túbás, při kterých zemřelo deset osob. Následně do měst vstoupily i pozemní jednotky. Mělo jít o nejrozsáhlejší operaci izraelské armády na území Západního břehu Jordánu od konce druhé intifády v roce 2005. Ministr zahraničních věcí Jisra'el Kac (Likud) volal po odsunu civilistů z těchto měst a spuštění vojenské ofenzívy ve stejném duchu, jako probíhala v Pásmu Gazy. Po zahájení izraelské operace na Západním břehu vzrostl počet útoků Palestinců proti bezpečnostním složkám Izraele. Například na konci srpna povstalci z Hebronu provedli koordinovaný bombový útok v izraelských osadách Guš Ecjon a Karmej Cur. Šlo o výbuchy dvou aut, které se obešly bez obětí. Při dalším útoku zemřeli tři izraelští policisté u města Hebron. V jiném útoku Palestinec vjel s kamionem do kontrolního stanoviště vojáků u čerstvě legalizovaného outpostu Giv'at Asaf a jednoho vojáka zabil. Útočníci ze všech zmíněných útoků byli na místě zabiti příslušníky bezpečnostních složek Izraele.

### Útoky jednotlivců na izraelské cíle
Na začátku října provedli dva Palestinci ze Západního břehu Jordánu útok v Tel Avivu. Jeden Palestinec byl ozbrojen puškou, zatímco druhý nožem. Při útoku zemřelo sedm osob a 16 utrpělo zranění. Izrael útok označil za terorismus. Později se k němu přihlásilo ozbrojené křídlo Hamásu. Brzy poté Izrael provedl nálet na uprchlický tábor ve městě Túlkarim, při kterém zemřelo 18 osob a další desítky byly zraněny. Šlo o nejvražednější útok Izraele na Západním břehu Jordánu za minimálně dvacet let. Podle vyjádření izraelské armády útok cílil na zdejší buňku Hamásu a zemřel při něm lokální velitel. Mluvčí prezidenta Palestiny Abbáse útok označil za „masakr“. Hamás útok odsoudil coby „krutý útok“ a „nebezpečnou eskalaci“. Začátkem října spáchal ozbrojený izraelský Arab útok ve fast food restauraci na nádraží ve městě Beer Ševa. Při masové střelbě zranil jedenáct lidí. Zranění podlehla pohraniční policistka. Střelec, který pocházel z vesnice u města Chura, byl na místě zabit izraelským vojákem. Několik dní poté jiný izraelský Arab, pocházející z města Umm al-Fahm, pobodal šest osob ve městě Chadera. Útočník byl zatčen policií. V říjnu vjel mladý Palestinec do izraelského policejního obrněného vozu na dálnici u osady Ofra. Vůz byl prázdný a útok se tak obešel bez zranění na straně Izraele. Palestinec při útoku zemřel. Koncem října vjel izraelský Arab z města Kalansuva nákladním vozem do lidí na autobusové zastávce před vojenskou základnou Glilot severně od města Tel Aviv. Zraněno bylo přes třicet osob, někteří vážně. Jeden muž později zranění podlehl. Řidič byl na místě zastřelen.

### Kritika Smotriče
Na konci října poslala americká ministryně financí Janet Yellenová společný dopis ministrů financí Spojených států amerických, Kanady, Spojeného království, Francie, Nizozemska, Japonska, Austrálie a Evropské unie, ve kterém vyjádřili znepokojení nad izraelskými kroky vůči palestinské ekonomice. V dopise ministři varovali před zhroucením ekonomiky Západního břehu Jordánu, pokud krajně pravicový ministr Becal'el Smotrič (Národní náboženská strana-Náboženský sionismus) neprodlouží dohodu umožňující izraelským bankám provádět transakce s palestinskými bankami. Palestina totiž nemá vlastní měnu a obchoduje v izraelském šekelu. Dopis byl adresován premiérovi Netanjahuovi, protože západní země od nástupu Smotriče do funkce ministra financí s ním nekomunikují.
Po zvolení Donalda Trumpa prezidentem USA v listopadu 2024 ministr Becal'el Smotrič (Národní náboženská strana-Náboženský sionismus) prohlásil, že jde o jedinečnou příležitost k prosazení anexe izraelských osad na Západním břehu Jordánu. Smotrič údajně začal připravovat potřebnou infrastrukturu k tomuto kroku. Jiní členové vlády ale uvedli, že o případné anexi se zatím nerozhodlo. Smotričovo prohlášení odsoudil prezident Palestiny Abbás.

### Invaze z ledna 2025
Dne 21. ledna 2025, dva dny od uzavření dohody o příměří v Pásmu Gazy, izraelská armáda zahájila vojenskou operaci v městě Dženín. Podle Izraele šlo o protiteroristickou operaci s názvem operace Železná zeď. Po měsíci operace, v druhé polovině února, vyslala izraelská armáda do oblasti tanky. Operace se soustředila na města Dženín, Túlkarim a Núr Šams, ze kterých vysídlila 40 tisíc Palestinců. Izrael současně uvedl, že v oblastech tamních uprchlických táborů zůstane rok a nedovolí vysídleným Palestincům návrat. Armáda postupně vyklidila uprchlické tábory Núr Šams, Túlkarim a Dženín. Domovy muselo opustit 50 tisíc uprchlíků. Izraelská armáda následně v táborech zdemolovala řadu budov a vytvářela v nich koridory pro budoucí pohyb armádní techniky.
Izraelská invaze opět posílila útoky radikálních osadníků na Palestince. V březnu 2025 skupina osadníků přepadla palestinskou vesnici Džinba. Při útoku poranili minimálně šest lidí. Následně dorazili izraelští vojáci a zadrželi 22 Palestinců. Žádný osadník zadržený nebyl. Izraelská vláda v květnu 2025 schválila vybudování či legalizaci dalších 22 osad.